# Alexis Carbajal
Alexis Carbajal Kina (Perú) es un deportista peruano de la especialidad de Karate medallista en los Juegos Panamericanos de Santo Domingo 2003.

## Trayectoria deportiva

### Juegos Panamericanos
Participó en los Juegos Panamericanos de Santo Domingo 2003 donde ganó:
 Medalla de oro: Karate - Kumite menos de 62kg